# Billboard Comprehensive Albums
Billboard Comprehensive Albums é uma parada musical semanal da revista Billboard, criada em 2003. Ela cita os álbuns mais vendidos da semana.